# Стрільба на літніх Олімпійських іграх 2016 — кваліфікація
В цій статті представлено подробиці кваліфікаційного відбору на змагання зі стрільби на літніх Олімпійських іграх 2016. НОК розподілили між своїми спортсменами 366 місць для участі в Іграх. Кожен НОК отримав місця за результатами змагань під егідою і за правилами ISSF від 1 серпня 2014 до 31 березня 2016, а решту 24 місця НОК отримали за запрошеннями тристоронньої комісії. Збірній господарів, Бразилії, гарантовано 9 місць, в кожній із таких дисциплін: гвинтівка лежачи 50 метрів, швидкісний пістолет 25 метрів, пневматичний пістолет 10 метрів (чоловіки і жінки), пневматична гвинтівка 10 метрів (жінки), трап (чоловіки і жінки) та скит (чоловіки і жінки).
Спортсмени могли здобути місця для своїх НОК під час чемпіонатів світу 2014 і  2015, етапів Кубка світу зі стрільби 2015 та континентальних першостей під час кваліфікаційного періоду.

## Кількість спортсменів за країнами
| Країна                           | Чоловіки | Чоловіки | Чоловіки | Чоловіки | Чоловіки | Чоловіки | Чоловіки | Чоловіки | Чоловіки | Жінки    | Жінки | Жінки | Жінки | Жінки | Жінки | Загалом   | Загалом          |
| Країна                           | FR 3x40  | FR 60PR  | AR 60    | FP       | RFP      | AP 60    | TR 125   | DT 150   | SK 125   | STR 3x20 | AR 40 | SP    | AP 40 | TR 75 | SK 75 | К-ть квот | К-ть спортсменів |
| -------------------------------- | -------- | -------- | -------- | -------- | -------- | -------- | -------- | -------- | -------- | -------- | ----- | ----- | ----- | ----- | ----- | --------- | ---------------- |
| Алжир (ALG)                      |          |          | 1        |          |          |          |          |          |          |          |       |       |       |       |       | 1         | 1                |
| Андорра (AND)                    |          |          |          |          |          |          |          |          |          |          | 1     |       |       |       |       | 1         | 1                |
| Ангола (ANG)                     |          |          |          |          |          |          | 1        |          |          |          |       |       |       |       |       | 1         | 1                |
| Аргентина (ARG)                  |          |          |          |          |          |          | 1        |          | 1        | 1        | 1     |       |       |       | 1     | 5         | 5                |
| Вірменія (ARM)                   |          |          | 1        |          |          |          |          |          |          |          |       |       |       |       |       | 1         | 1                |
| Австралія (AUS)                  | 1        | 2        | 1        | 1        | 1        | 1        | 2        | 1        | 2        |          | 1     | 1     | 1     | 2     | 1     | 18        | 18               |
| Австрія (AUT)                    | 1        | 1        | 1        |          |          |          |          |          | 1        |          | 1     |       |       |       |       | 5         | 5                |
| Азербайджан (AZE)                |          |          |          |          | 1        |          |          |          |          |          |       |       |       |       |       | 1         | 1                |
| Бахрейн (BRN)                    |          |          | 1        |          |          |          |          |          |          |          |       |       |       |       |       | 1         | 1                |
| Бангладеш (BAN)                  |          |          | 1        |          |          |          |          |          |          |          |       |       |       |       |       | 1         | 1                |
| Барбадос (BAR)                   |          |          |          |          |          |          |          |          | 1        |          |       |       |       |       |       | 1         | 1                |
| Білорусь (BLR)                   |          | 1        | 2        |          |          |          |          |          |          |          |       |       | 1     |       |       | 4         | 4                |
| Бельгія (BEL)                    |          |          |          |          |          |          | 1        |          |          |          |       |       |       |       |       | 1         | 1                |
| Бутан (BHU)                      |          |          |          |          |          |          |          |          |          |          | 1     |       |       |       |       | 1         | 1                |
| Болівія (BOL)                    |          |          |          |          |          | 1        |          |          |          |          | 1     |       |       |       |       | 2         | 2                |
| Боснія і Герцеговина (BIH)       |          |          |          |          |          |          |          |          |          |          | 1     |       |       |       |       | 1         | 1                |
| Бразилія (BRA)                   |          | 1        |          |          | 1        | 2        | 1        |          | 1        |          | 1     |       |       | 1     | 1     | 9         | 9                |
| Болгарія (BUL)                   |          |          | 1        |          |          | 1        |          |          |          |          |       | 1     |       |       |       | 3         | 3                |
| Канада (CAN)                     |          |          |          |          |          |          |          |          |          |          |       | 1     | 1     | 1     |       | 3         | 2                |
| Чилі (CHI)                       |          |          |          |          |          |          |          |          |          |          |       |       |       |       | 1     | 1         | 1                |
| Китай (CHN)                      | 2        | 1        | 2        | 2        | 2        | 2        |          | 2        |          | 2        | 2     | 2     | 2     | 1     | 2     | 24        | 22               |
| Колумбія (COL)                   |          |          |          |          |          |          | 1        |          |          |          |       |       |       |       |       | 1         | 1                |
| Хорватія (CRO)                   |          |          | 1        |          |          |          | 2        |          |          | 1        | 2     |       | 1     |       |       | 7         | 7                |
| Куба (CUB)                       | 1        | 1        |          | 1        | 1        |          |          |          | 1        | 1        | 1     |       |       |       |       | 7         | 7                |
| Кіпр (CYP)                       |          |          |          |          |          |          |          |          | 1        |          |       |       |       |       | 1     | 2         | 2                |
| Чехія (CZE)                      |          | 1        |          |          |          |          | 1        |          |          | 2        |       |       |       |       | 1     | 5         | 5                |
| Данія (DEN)                      |          | 1        |          |          |          |          |          |          | 1        |          | 1     |       |       |       |       | 3         | 3                |
| Домініканська Республіка (DOM)   |          |          |          |          |          |          | 1        |          |          |          |       |       |       |       |       | 1         | 1                |
| Еквадор (ECU)                    |          |          |          |          |          |          |          |          |          |          |       | 1     |       |       |       | 1         | 1                |
| Єгипет (EGY)                     | 1        | 1        |          | 1        | 1        | 1        | 2        |          | 2        | 1        | 2     |       | 1     |       |       | 13        | 12               |
| Сальвадор (ESA)                  |          |          |          |          |          |          |          |          |          |          |       |       | 1     |       |       | 1         | 1                |
| Естонія (EST)                    |          |          |          |          | 1        |          |          |          |          |          |       |       |       |       |       | 1         | 1                |
| Фіджі (FIJ)                      |          |          |          |          |          |          | 1        |          |          |          |       |       |       |       |       | 1         | 1                |
| Фінляндія (FIN)                  |          |          |          |          |          |          | 1        |          |          |          |       |       |       | 1     |       | 2         | 2                |
| Франція (FRA)                    | 2        | 1        | 1        |          | 1        |          |          |          | 2        | 1        |       | 2     | 1     |       |       | 11        | 11               |
| Грузія (GEO)                     |          |          |          |          |          | 1        |          |          |          |          |       | 1     |       |       |       | 2         | 2                |
| Німеччина (GER)                  | 2        | 2        | 2        |          | 2        |          |          | 1        | 1        | 2        | 2     | 1     |       | 1     | 1     | 17        | 15               |
| Велика Британія (GBR)            |          |          |          |          |          |          | 1        | 2        |          | 1        |       |       |       |       | 2     | 6         | 6                |
| Греція (GRE)                     |          |          |          |          |          |          |          |          | 1        |          |       |       | 1     |       |       | 2         | 2                |
| Гватемала (GUA)                  |          |          |          |          |          |          |          | 2        |          |          |       |       |       |       |       | 2         | 2                |
| Угорщина (HUN)                   |          | 1        | 2        |          |          | 1        |          |          |          |          | 1     | 2     | 1     |       |       | 8         | 8                |
| Індія (IND)                      | 2        | 1        | 1        | 2        |          | 1        | 2        |          | 1        |          | 2     |       | 1     |       |       | 13        | 12               |
| Іран (IRI)                       |          |          | 1        |          |          |          |          |          |          | 1        | 2     |       | 1     |       |       | 5         | 5                |
| Ізраїль (ISR)                    |          |          | 1        |          |          |          |          |          |          |          |       |       |       |       |       | 1         | 1                |
| Італія (ITA)                     | 1        | 1        |          | 1        | 1        |          | 2        | 2        | 2        |          | 1     |       |       | 1     | 2     | 14        | 14               |
| Японія (JPN)                     | 1        |          | 1        | 1        | 2        |          |          |          |          |          |       | 1     |       | 1     | 1     | 8         | 8                |
| Казахстан (KAZ)                  | 1        |          |          |          |          | 2        |          |          |          | 1        |       |       |       | 1     |       | 5         | 5                |
| Косово (KOS)                     |          |          |          |          |          |          |          |          |          |          | 1     |       |       |       |       | 1         | 1                |
| Кувейт (KUW)                     |          |          |          |          |          |          | 2        | 2        | 2        |          |       |       |       |       |       | 6         | 6                |
| Латвія (LAT)                     |          |          |          |          |          |          |          |          | 1        |          |       |       |       |       |       | 1         | 1                |
| Ліван (LIB)                      |          |          |          |          |          |          |          |          |          |          |       |       |       | 1     |       | 1         | 1                |
| Литва (LTU)                      |          |          |          |          |          |          |          |          | 1        |          |       |       |       |       |       | 1         | 1                |
| Північна Македонія (MKD)         |          |          |          |          |          |          |          |          |          |          | 1     |       |       |       |       | 1         | 1                |
| Малайзія (MAS)                   |          |          |          |          |          | 1        |          |          |          |          |       |       |       |       |       | 1         | 1                |
| Мальта (MLT)                     |          |          |          |          |          |          | 1        |          |          |          |       |       | 1     |       |       | 2         | 2                |
| Мексика (MEX)                    |          |          |          |          |          |          |          |          |          |          | 1     |       | 1     |       |       | 2         | 2                |
| Монголія (MGL)                   |          |          |          |          |          |          |          |          |          |          | 1     | 2     |       |       |       | 3         | 3                |
| Марокко (MAR)                    |          |          |          |          |          |          |          | 1        |          |          |       |       |       |       |       | 1         | 1                |
| М'янма (MYA)                     |          |          |          |          |          | 1        |          |          |          |          |       |       |       |       |       | 1         | 1                |
| Намібія (NAM)                    |          |          |          |          |          |          |          |          |          |          |       |       |       | 1     |       | 1         | 1                |
| Нова Зеландія (NZL)              |          | 1        |          |          |          |          |          |          |          |          |       |       |       | 1     | 1     | 3         | 3                |
| Нікарагуа (NCA)                  |          |          |          |          |          | 1        |          |          |          |          |       |       |       |       |       | 1         | 1                |
| Північна Корея (PRK)             |          |          |          | 2        |          |          |          |          |          |          |       | 1     |       | 1     |       | 4         | 4                |
| Норвегія (NOR)                   | 2        |          | 1        |          |          |          |          |          |          | 1        |       |       |       |       |       | 4         | 4                |
| Оман (OMA)                       | 1        |          |          |          |          |          |          |          |          |          |       |       | 1     |       |       | 2         | 2                |
| Пакистан (PAK)                   |          |          |          |          |          | 1        |          |          |          |          | 1     |       |       |       |       | 2         | 2                |
| Панама (PAN)                     |          |          |          |          |          | 1        |          |          |          |          |       |       |       |       |       | 1         | 1                |
| Парагвай (PAR)                   |          |          |          |          |          |          |          | 1        |          |          |       |       |       |       |       | 1         | 1                |
| Перу (PER)                       |          |          |          | 1        |          |          | 1        |          |          |          |       |       |       |       |       | 2         | 2                |
| Польща (POL)                     |          |          |          |          |          | 1        |          |          |          | 2        |       |       | 1     |       | 1     | 5         | 5                |
| Португалія (POR)                 |          |          |          |          |          | 1        |          |          |          |          |       |       |       |       |       | 1         | 1                |
| Пуерто-Рико (PUR)                |          |          |          |          |          |          |          |          |          | 1        |       |       |       |       |       | 1         | 1                |
| Катар (QAT)                      |          |          |          |          |          |          |          |          | 2        |          |       |       |       |       |       | 2         | 2                |
| Румунія (ROU)                    |          |          | 1        |          |          |          |          |          |          |          |       |       |       |       |       | 1         | 1                |
| Росія (RUS)                      | 1        | 2        | 2        | 1        | 1        | 2        | 1        | 2        | 1        |          | 1     | 2     | 2     | 2     | 1     | 21        | 19               |
| Сан-Марино (SMR)                 |          |          |          |          |          |          | 1        |          |          |          |       |       |       | 2     |       | 3         | 3                |
| Саудівська Аравія (KSA)          |          |          |          |          |          | 1        |          |          |          |          |       |       |       |       |       | 1         | 1                |
| Сербія (SRB)                     | 1        |          | 2        | 1        |          | 1        |          |          |          |          | 2     |       | 2     |       |       | 9         | 9                |
| Сінгапур (SIN)                   |          |          |          |          |          |          |          |          |          | 1        |       | 1     |       |       |       | 2         | 2                |
| Словаччина (SVK)                 |          |          |          | 1        |          | 1        | 2        |          |          |          |       |       |       |       | 1     | 5         | 5                |
| Словенія (SLO)                   |          |          |          |          |          |          | 1        |          |          |          | 1     |       |       |       |       | 2         | 2                |
| Південна Корея (KOR)             | 1        | 2        | 1        | 2        | 2        | 2        |          |          |          | 2        | 2     | 2     | 2     |       |       | 18        | 17               |
| Іспанія (ESP)                    |          |          | 1        | 1        | 1        |          | 1        |          |          |          |       |       | 1     | 1     |       | 6         | 6                |
| Шрі-Ланка (SRI)                  |          | 1        |          |          |          |          |          |          |          |          |       |       |       |       |       | 1         | 1                |
| Швеція (SWE)                     |          |          |          |          |          |          |          | 1        | 2        |          |       |       |       |       |       | 3         | 3                |
| Швейцарія (SUI)                  | 1        |          |          |          |          |          |          |          |          | 1        | 2     | 1     |       |       |       | 5         | 4                |
| Китайський Тайбей (TPE)          |          |          |          |          |          |          | 1        |          |          |          |       |       | 2     | 1     |       | 4         | 4                |
| Таїланд (THA)                    | 1        | 1        |          |          |          |          |          |          |          |          |       | 1     | 1     |       | 1     | 5         | 5                |
| Туніс (TUN)                      |          |          |          |          |          |          |          |          |          |          |       | 1     |       |       |       | 1         | 1                |
| Туреччина (TUR)                  |          |          |          |          |          | 2        | 2        |          |          |          |       |       |       |       |       | 4         | 4                |
| Україна (UKR)                    | 1        |          | 1        |          | 1        | 2        |          |          | 1        | 1        |       |       | 1     |       |       | 8         | 8                |
| Об'єднані Арабські Емірати (UAE) |          |          |          |          |          |          |          | 1        | 2        |          |       |       |       |       |       | 3         | 3                |
| США (USA)                        | 1        | 2        | 2        | 1        | 2        | 1        |          | 2        | 2        | 1        | 1     | 1     | 1     | 1     | 2     | 20        | 20               |
| Узбекистан (UZB)                 |          |          | 1        |          |          |          |          |          |          |          |       |       |       |       |       | 1         | 1                |
| Венесуела (VEN)                  |          |          | 1        |          |          |          |          |          |          |          |       |       |       |       |       | 1         | 1                |
| В'єтнам (VIE)                    |          |          |          | 1        |          | 1        |          |          |          |          |       |       |       |       |       | 2         | 2                |
| Зімбабве (ZIM)                   |          |          |          |          |          |          |          | 1        |          |          |       |       |       |       |       | 1         | 1                |
| Загалом: 97 НОК                  | 25       | 26       | 33       | 22       | 22       | 30       | 31       | 22       | 32       | 24       | 38    | 24    | 29    | 21    | 21    | 400       | 390              |

## Розклад кваліфікації
| Етап                                                | Дата                         | Місце             |
| --------------------------------------------------- | ---------------------------- | ----------------- |
| Чемпіонат світу зі стрільби 2014                    | 8–19 вересня 2014            | Гранада           |
| Чемпіонат Америки 2014                              | 11–20 жовтня 2014            | Гвадалахара       |
| Кубок світу 2015, 1-й етап                          | 2–9 березня 2015             | Акапулько         |
| Кубок світу 2015, 2-й етап                          | 21–28 березня 2015           | Аль-Айн           |
| Кубок світу 2015, 3-й етап                          | 10–15 квітня 2015            | Чханвон           |
| Кубок світу 2015, 4-й етап                          | 26 квітня – 3 травня 2015    | Ларнака           |
| Кубок світу 2015, 5-й етап                          | 13–18 травня 2015            | Форт Беннінг      |
| Кубок світу 2015, 6-й етап                          | 28 травня – 1 червня 2015    | Мюнхен            |
| Європейські ігри 2015                               | 16–21 червня 2015            | Баку              |
| Панамериканські ігри 2015                           | 12–19 липня 2015             | Торонто           |
| Чемпіонат Європи зі стрільби 2015                   | 21–31 липня 2015             | Марибор           |
| Кубок світу 2015, 7-й етап                          | 8–15 серпня 2015             | Гебеле            |
| Чемпіонат світу зі стендової стрільби 2015          | 11–17 вересня 2015           | Лонато-дель-Гарда |
| Чемпіонат Океанії 2015                              | 27 листопада – 2 грудня 2015 | Сідней            |
| Чемпіонат Африки 2015                               | 30 листопада – 6 грудня 2015 | Каїр              |
| Азійський олімпійський кваліфікаційний турнір 2016* | 25 січня – 3 лютого 2016     | Нью-Делі          |
| Чемпіонат Європи 2016 — стрільба на 10 метрів       | 24–27 лютого 2016            | Дьєр              |
| Перерозподіл невикористаних квот                    | 18 липня 2016                |                   |

* Чемпіонат Азії мав відбутися в Ель-Кувейті з 1-го до 12-го листопада 2015 року і стати фінальним олімпійським кваліфікаційним турніром для цього континенту. Але НОК позбавив Кувейт його прав і скасував олімпійський кваліфікаційний статус турніру. Це відбулося після втручання уряду Кувейту, який не дав візу технічному делегатові ISSF від Ізраїлю.

## гвинтівка з трьох положень, 50 метрів (чоловіки)
| Етап                                               | Кількість квот       | Спортсмен, що кваліфікувався | Спортсмен, що виступатиме |
| -------------------------------------------------- | -------------------- | ---------------------------- | ------------------------- |
| Чемпіонат світу 2014                               | Китай (CHN)          | Чжу Цінань                   | Чжу Цінань                |
| Чемпіонат світу 2014                               | Україна (UKR)        | Сергій Куліш                 | Сергій Куліш              |
| Чемпіонат світу 2014                               | Південна Корея (KOR) | Хан Чін Соп                  | Кім Хьон Джун             |
| Чемпіонат світу 2014                               | Норвегія (NOR)       | Аре Хансен                   | Одд Арне Брекне           |
| Чемпіонат світу 2014                               | Італія (ITA)         | Нікколо Кампріані            | Нікколо Кампріані         |
| Чемпіонат Америки 2014                             | Куба (CUB)           | Александер Молеріо           | Александер Молеріо        |
| Кубок світу 2015, 3-й етап                         | Китай (CHN)          | Хуей Цзичен                  | Хуей Цзичен               |
| Кубок світу 2015, 3-й етап                         | Норвегія (NOR)       | Оле Крістіан Брюн            | Оле Крістіан Брюн         |
| Кубок світу 2015, 5-й етап                         | Японія (JPN)         | Тосікадзу Ямасіта            | Тосікадзу Ямасіта         |
| Кубок світу 2015, 5-й етап                         | Казахстан (KAZ)      | Юрій Юрков                   | Юрій Юрков                |
| Кубок світу 2015, 6-й етап                         | Німеччина (GER)      | Андре Лінк                   | Андре Лінк                |
| Кубок світу 2015, 6-й етап                         | Франція (FRA)        | Алексіс Рейно                | Алексіс Рейно             |
| Європейські ігри 2015                              | Франція (FRA)        | Валерян Совплан              | Валерян Совплан           |
| Панамериканські ігри 2015                          | США (USA)            | Джордж Нортон                | Метт Еммонс               |
| Чемпіонат Європи 2015                              | Сербія (SRB)         | Міленко Себич                | Стеван Плетікосич         |
| Чемпіонат Європи 2015                              | Німеччина (GER)      | Міхаель Янкер                | Даніель Бродмайєр         |
| Чемпіонат Європи 2015                              | Австрія (AUT)        | Гернот Румплер               | Гернот Румплер            |
| Кубок світу 2015, 7-й етап                         | Росія (RUS)          | Федір Власов                 | Федір Власов              |
| Кубок світу 2015, 7-й етап                         | Індія (IND)          | Чайн Сінгх                   | Чайн Сінгх                |
| Чемпіонат Океанії 2015                             | Австралія (AUS)      | Дейн Семпсон                 | Вільям Годвард            |
| Чемпіонат Африки 2015                              | Єгипет (EGY)         | Хамада Талат                 | Хамада Талат              |
| Азійський олімпійський кваліфікаційний турнір 2016 | Індія (IND)          | Санджів Раджпут              | Н/Д                       |
| Азійський олімпійський кваліфікаційний турнір 2016 | Катар (QAT)          | Віталій Довгун               | Н/Д                       |
| Азійський олімпійський кваліфікаційний турнір 2016 | Таїланд (THA)        | Напіс Тортунгпанік           | Напіс Тортунгпанік        |
| Обмін квот                                         | Швейцарія (SUI)      | Н/Д                          | Ян Лохбілер               |
| Запрошення тристоронньої комісії                   | Оман (OMA)           | Н/Д                          | Ахмед Саїд Аль-Хатрі      |
| Спортсмени, що кваліфікувались в інших дисциплінах | Австралія (AUS)      | Н/Д                          | Дейн Семпсон              |
| Спортсмени, що кваліфікувались в інших дисциплінах | Австрія (AUT)        | Н/Д                          | Александер Шмірль         |
| Спортсмени, що кваліфікувались в інших дисциплінах | Білорусь (BLR)       | Н/Д                          | Ілля Чаргейка             |
| Спортсмени, що кваліфікувались в інших дисциплінах | Білорусь (BLR)       | Н/Д                          | Юрій Щербацевич           |
| Спортсмени, що кваліфікувались в інших дисциплінах | Бразилія (BRA)       | Н/Д                          | Кассіо Ріппел             |
| Спортсмени, що кваліфікувались в інших дисциплінах | Болгарія (BUL)       | Н/Д                          | Антон Різов               |
| Спортсмени, що кваліфікувались в інших дисциплінах | Хорватія (CRO)       | Н/Д                          | Петар Горша               |
| Спортсмени, що кваліфікувались в інших дисциплінах | Куба (CUB)           | Н/Д                          | Рейнір Естпінан           |
| Спортсмени, що кваліфікувались в інших дисциплінах | Чехія (CZE)          | Н/Д                          | Філіп Непейхал            |
| Спортсмени, що кваліфікувались в інших дисциплінах | Угорщина (HUN)       | Н/Д                          | Іштван Пені               |
| Спортсмени, що кваліфікувались в інших дисциплінах | Угорщина (HUN)       | Н/Д                          | Петер Шиді                |
| Спортсмени, що кваліфікувались в інших дисциплінах | Індія (IND)          | Н/Д                          | Гаган Наранг              |
| Спортсмени, що кваліфікувались в інших дисциплінах | Іран (IRN)           | Н/Д                          | Пурія Новрузіан           |
| Спортсмени, що кваліфікувались в інших дисциплінах | Італія (ITA)         | Н/Д                          | Марко Де Ніколо           |
| Спортсмени, що кваліфікувались в інших дисциплінах | Південна Корея (KOR) | Н/Д                          | Кім Чон Хьон              |
| Спортсмени, що кваліфікувались в інших дисциплінах | Росія (RUS)          | Н/Д                          | Сергій Каменський         |
| Спортсмени, що кваліфікувались в інших дисциплінах | Сербія (SRB)         | Н/Д                          | Міленко Себич             |
| Спортсмени, що кваліфікувались в інших дисциплінах | Україна (UKR)        | Н/Д                          | Олег Царьков              |
| Спортсмени, що кваліфікувались в інших дисциплінах | США (USA)            | Н/Д                          | Деніел Лоу                |
| Спортсмени, що кваліфікувались в інших дисциплінах | Венесуела (VEN)      | Н/Д                          | Хуліо Ємма                |
| Загалом                                            |                      |                              | 44                        |

## гвинтівка лежачи, 50 метрів (чоловіки)
| Етап                                               | Кількість квот       | Спортсмен, що кваліфікувався | Спортсмен, що виступатиме |
| -------------------------------------------------- | -------------------- | ---------------------------- | ------------------------- |
| Чемпіонат світу 2014                               | Австралія (AUS)      | Воррен Потент                | Воррен Потент             |
| Чемпіонат світу 2014                               | Німеччина (GER)      | Даніель Бродмайєр            | Даніель Бродмайєр         |
| Чемпіонат світу 2014                               | Білорусь (BLR)       | Юрій Щербацевич              | Юрій Щербацевич           |
| Чемпіонат світу 2014                               | Росія (RUS)          | Сергій Каменський            | Сергій Каменський         |
| Чемпіонат світу 2014                               | Італія (ITA)         | Марко Де Ніколо              | Марко Де Ніколо           |
| Чемпіонат Америки 2014                             | Куба (CUB)           | Рейнір Естпінан              | Рейнір Естпінан           |
| Кубок світу 2015, 3-й етап                         | США (USA)            | Метт Еммонс                  | Девід Хіггінс             |
| Кубок світу 2015, 3-й етап                         | Південна Корея (KOR) | Кім Хак Ман                  | Квон Чун Чхоль            |
| Кубок світу 2015, 5-й етап                         | США (USA)            | Майкл Макфейл                | Майкл Макфейл             |
| Кубок світу 2015, 5-й етап                         | Індія (IND)          | Гаган Наранг                 | Гаган Наранг              |
| Кубок світу 2015, 6-й етап                         | Франція (FRA)        | Сіріль Графф                 | Сіріль Графф              |
| Кубок світу 2015, 6-й етап                         | Австрія (AUT)        | Штефан Разер                 | Томас Матіс               |
| Європейські ігри 2015                              | Німеччина (GER)      | Генрі Юнгхенель              | Генрі Юнгхенель           |
| Панамериканські ігри 2015                          | Бразилія (BRA)       | Кассіо Ріппел                | Кассіо Ріппел             |
| Чемпіонат Європи 2015                              | Росія (RUS)          | Сергій Коваленко             | Кирило Григорян           |
| Чемпіонат Європи 2015                              | Угорщина (HUN)       | Норберт Сабіан               | Норберт Сабіан            |
| Кубок світу 2015, 7-й етап                         | Данія (DEN)          | Торбен Гріммель              | Торбен Гріммель           |
| Кубок світу 2015, 7-й етап                         | Чехія (CZE)          | Томаш Єржабек                | Філіп Непейхал            |
| Чемпіонат Океанії 2015                             | Нова Зеландія (NZL)  | Раян Тейлор                  | Раян Тейлор               |
| Чемпіонат Океанії 2015                             | Австралія (AUS)      | Фредерік Вудгаус             | Дейн Семпсон              |
| Чемпіонат Африки 2015                              | Єгипет (EGY)         | Ахмед Дарвіш                 | Ахмед Дарвіш              |
| Азійський олімпійський кваліфікаційний турнір 2016 | Південна Корея (KOR) | Кім Чон Хьон                 | Кім Чон Хьон              |
| Азійський олімпійський кваліфікаційний турнір 2016 | Таїланд (THA)        | Аттапон Уеа Арі              | Аттапон Уеа Арі           |
| Обмін квот                                         | Китай (CHN)          | Н/Д                          | Чжао Шенбо                |
| Запрошення тристоронньої комісії                   | Шрі-Ланка (SRI)      | Н/Д                          | Мангала Самаракун         |
| Перерозподіл невикористаних квот                   | Бахрейн (BRN)        | Н/Д                          | Махмуд Хаджи              |
| Спортсмени, що кваліфікувались в інших дисциплінах | Австрія (AUT)        | Н/Д                          | Александер Шмірль         |
| Спортсмени, що кваліфікувались в інших дисциплінах | Білорусь (BLR)       | Н/Д                          | Віталій Бубнович          |
| Спортсмени, що кваліфікувались в інших дисциплінах | Болгарія (BUL)       | Н/Д                          | Антон Різов               |
| Спортсмени, що кваліфікувались в інших дисциплінах | Китай (CHN)          | Н/Д                          | Цао Їфей                  |
| Спортсмени, що кваліфікувались в інших дисциплінах | Хорватія (CRO)       | Н/Д                          | Петар Горша               |
| Спортсмени, що кваліфікувались в інших дисциплінах | Франція (FRA)        | Н/Д                          | Жеремі Монньє             |
| Спортсмени, що кваліфікувались в інших дисциплінах | Угорщина (HUN)       | Н/Д                          | Петер Шиді                |
| Спортсмени, що кваліфікувались в інших дисциплінах | Індія (IND)          | Н/Д                          | Чайн Сінгх                |
| Спортсмени, що кваліфікувались в інших дисциплінах | Ізраїль (ISR)        | Н/Д                          | Сергій Ріхтер             |
| Спортсмени, що кваліфікувались в інших дисциплінах | Італія (ITA)         | Н/Д                          | Нікколо Кампріані         |
| Спортсмени, що кваліфікувались в інших дисциплінах | Японія (JPN)         | Н/Д                          | Тосікадзу Ямасіта         |
| Спортсмени, що кваліфікувались в інших дисциплінах | Казахстан (KAZ)      | Н/Д                          | Юрій Юрков                |
| Спортсмени, що кваліфікувались в інших дисциплінах | Норвегія (NOR)       | Н/Д                          | Одд Арне Брекне           |
| Спортсмени, що кваліфікувались в інших дисциплінах | Норвегія (NOR)       | Н/Д                          | Оле Крістіан Брюн         |
| Спортсмени, що кваліфікувались в інших дисциплінах | Сербія (SRB)         | Н/Д                          | Стеван Плетикосич         |
| Спортсмени, що кваліфікувались в інших дисциплінах | Сербія (SRB)         | Н/Д                          | Міленко Себич             |
| Спортсмени, що кваліфікувались в інших дисциплінах | Швейцарія (SUI)      | Н/Д                          | Ян Лохбілер               |
| Спортсмени, що кваліфікувались в інших дисциплінах | Таїланд (THA)        | Н/Д                          | Напіс Тортунгпанік        |
| Спортсмени, що кваліфікувались в інших дисциплінах | Україна (UKR)        | Н/Д                          | Сергій Куліш              |
| Спортсмени, що кваліфікувались в інших дисциплінах | Україна (UKR)        | Н/Д                          | Олег Царьков              |
| Спортсмени, що кваліфікувались в інших дисциплінах | Венесуела (VEN)      | Н/Д                          | Хуліо Ємма                |
| Загалом                                            |                      |                              | 47                        |

## пневматична гвинтівка, 10 метрів (чоловіки)
| Етап                                               | Кількість квот       | Спортсмен, що кваліфікувався | Спортсмен, що виступатиме |
| -------------------------------------------------- | -------------------- | ---------------------------- | ------------------------- |
| Чемпіонат світу 2014                               | Китай (CHN)          | Ян Хаожань                   | Ян Хаожань                |
| Чемпіонат світу 2014                               | Росія (RUS)          | Назар Лугінець               | Сергій Каменський         |
| Чемпіонат світу 2014                               | Білорусь (BLR)       | Віталій Бубнович             | Віталій Бубнович          |
| Чемпіонат світу 2014                               | Росія (RUS)          | Сергій Круглов               | Володимир Масленніков     |
| Чемпіонат світу 2014                               | Китай (CHN)          | Цао Їфей                     | Цао Їфей                  |
| Чемпіонат світу 2014                               | Франція (FRA)        | Жеремі Монньє                | Жеремі Монньє             |
| Чемпіонат Америки 2014                             | США (USA)            | Демпстер Крістенсон          | Деніел Лоу                |
| Кубок світу 2015, 3-й етап                         | Угорщина (HUN)       | Петер Шиді                   | Петер Шиді                |
| Кубок світу 2015, 3-й етап                         | Південна Корея (KOR) | Кім Сан То                   | Чон Чі Кин                |
| Кубок світу 2015, 3-й етап                         | Німеччина (GER)      | Ніколас Шалленберґер         | Міхаель Янкер             |
| Кубок світу 2015, 5-й етап                         | Сербія (SRB)         | Мілутін Стефанович           | Мілутін Стефанович        |
| Кубок світу 2015, 5-й етап                         | Болгарія (BUL)       | Антон Різов                  | Антон Різов               |
| Кубок світу 2015, 5-й етап                         | Австрія (AUT)        | Александер Шмірль            | Александер Шмірль         |
| Кубок світу 2015, 6-й етап                         | Індія (IND)          | Абгінав Біндра               | Абгінав Біндра            |
| Кубок світу 2015, 6-й етап                         | Сербія (SRB)         | Стеван Плетікосич            | Міленко Себич             |
| Кубок світу 2015, 6-й етап                         | Україна (UKR)        | Олег Царьков                 | Олег Царьков              |
| Європейські ігри 2015                              | Ізраїль (ISR)        | Сергій Ріхтер                | Сергій Ріхтер             |
| Панамериканські ігри 2015                          | США (USA)            | Коннор Девіс                 | Лукас Козенєскі           |
| Панамериканські ігри 2015                          | Венесуела (VEN)      | Хуліо Ємма                   | Хуліо Ємма                |
| Кубок світу 2015, 7-й етап                         | Хорватія (CRO)       | Петар Горша                  | Петар Горша               |
| Кубок світу 2015, 7-й етап                         | Білорусь (BLR)       | Ілля Чаргейка                | Ілля Чаргейка             |
| Кубок світу 2015, 7-й етап                         | Угорщина (HUN)       | Іштван Пені                  | Іштван Пені               |
| Чемпіонат Океанії 2015                             | Австралія (AUS)      | Джек Россітер                | Джек Россітер             |
| Чемпіонат Африки 2015                              | Алжир (ALG)          | Шафік Буауд                  | Шафік Буауд               |
| Азійський олімпійський кваліфікаційний турнір 2016 | Японія (JPN)         | Наоя Окада                   | Наоя Окада                |
| Азійський олімпійський кваліфікаційний турнір 2016 | Іран (IRI)           | Пурія Нурузян                | Пурія Нурузян             |
| Чемпіонат Європи 2016 — стрільба на 10 метрів      | Норвегія (NOR)       | Оле Маґнус Баккен            | Аре Хансен                |
| Чемпіонат Європи 2016 — стрільба на 10 метрів      | Німеччина (GER)      | Юліан Юстус                  | Юліан Юстус               |
| Чемпіонат Європи 2016 — стрільба на 10 метрів      | Іспанія (ESP)        | Хорхе Діас                   | Хорхе Діас                |
| Запрошення тристоронньої комісії                   | Бангладеш (BAN)      | Н/Д                          | Абдулла Хель Бакі         |
| Перерозподіл невикористаних квот                   | Вірменія (ARM)       | Н/Д                          | Грачик Бабаян             |
| Перерозподіл невикористаних квот                   | Румунія (ROU)        | Н/Д                          | Алін Джордже Молдовану    |
| Перерозподіл невикористаних квот                   | Узбекистан (UZB)     | Н/Д                          | Вадим Скороваров          |
| Спортсмени, що кваліфікувались в інших дисциплінах | Австралія (AUS)      | Н/Д                          | Дейн Семпсон              |
| Спортсмени, що кваліфікувались в інших дисциплінах | Австрія (AUT)        | Н/Д                          | Гернот Румплер            |
| Спортсмени, що кваліфікувались в інших дисциплінах | Куба (CUB)           | Н/Д                          | Рейнір Естпінан           |
| Спортсмени, що кваліфікувались в інших дисциплінах | Куба (CUB)           | Н/Д                          | Александер Молеріо        |
| Спортсмени, що кваліфікувались в інших дисциплінах | Чехія (CZE)          | Н/Д                          | Філіп Непейхал            |
| Спортсмени, що кваліфікувались в інших дисциплінах | Єгипет (EGY)         | Н/Д                          | Хамада Талат              |
| Спортсмени, що кваліфікувались в інших дисциплінах | Франція (FRA)        | Н/Д                          | Валерян Совплан           |
| Спортсмени, що кваліфікувались в інших дисциплінах | Індія (IND)          | Н/Д                          | Гаган Наранг              |
| Спортсмени, що кваліфікувались в інших дисциплінах | Італія (ITA)         | Н/Д                          | Нікколо Кампріані         |
| Спортсмени, що кваліфікувались в інших дисциплінах | Італія (ITA)         | Н/Д                          | Марко Де Ніколо           |
| Спортсмени, що кваліфікувались в інших дисциплінах | Японія (JPN)         | Н/Д                          | Тосікадзу Ямасіта         |
| Спортсмени, що кваліфікувались в інших дисциплінах | Казахстан (KAZ)      | Н/Д                          | Юрій Юрков                |
| Спортсмени, що кваліфікувались в інших дисциплінах | Південна Корея (KOR) | Н/Д                          | Кім Хьон Джун             |
| Спортсмени, що кваліфікувались в інших дисциплінах | Норвегія (NOR)       | Н/Д                          | Оле Крістіан Брюн         |
| Спортсмени, що кваліфікувались в інших дисциплінах | Шрі-Ланка (SRI)      | Н/Д                          | Мангала Самаракун         |
| Спортсмени, що кваліфікувались в інших дисциплінах | Таїланд (THA)        | Н/Д                          | Напіс Тортунгпанік        |
| Спортсмени, що кваліфікувались в інших дисциплінах | Україна (UKR)        | Н/Д                          | Сергій Куліш              |
| Загалом                                            |                      |                              | 50                        |

## пістолет, 50 метрів (чоловіки)
| Етап                                               | Кількість квот          | Спортсмен, що кваліфікувався | Спортсмен, що виступатиме |
| -------------------------------------------------- | ----------------------- | ---------------------------- | ------------------------- |
| Чемпіонат світу 2014                               | Південна Корея (KOR)    | Чин Чон О                    | Чин Чон О                 |
| Чемпіонат світу 2014                               | Індія (IND)             | Джиту Рай                    | Джиту Рай                 |
| Чемпіонат світу 2014                               | Китай (CHN)             | Пан Вей                      | Пан Вей                   |
| Чемпіонат світу 2014                               | В'єтнам (VIE)           | Хоангсуан Він                | Хоангсуан Він             |
| Чемпіонат Америки 2014                             | Куба (CUB)              | Хорхе Грау                   | Хорхе Грау                |
| Кубок світу 2015, 3-й етап                         | Китай (CHN)             | Чжан Бовень                  | Ван Чживей                |
| Кубок світу 2015, 3-й етап                         | Південна Корея (KOR)    | Парк Де Хун                  | Хан Син У                 |
| Кубок світу 2015, 5-й етап                         | Сербія (SRB)            | Дамір Мікец                  | Дамір Мікец               |
| Кубок світу 2015, 5-й етап                         | США (USA)               | Джеймс Гендерсон             | Джей Ши                   |
| Кубок світу 2015, 6-й етап                         | Італія (ITA)            | Джузеппе Джордано            | Джузеппе Джордано         |
| Кубок світу 2015, 6-й етап                         | Японія (JPN)            | Томоюкі Мацуда               | Томоюкі Мацуда            |
| Європейські ігри 2015                              | Словаччина (SVK)        | Павол Копп                   | Павол Копп                |
| Панамериканські ігри 2015                          | Перу (PER)              | Марко Каррільо               | Марко Каррільо            |
| Чемпіонат Європи 2015                              | Італія (ITA)            | Франческо Бруно              | Н/Д                       |
| Чемпіонат Європи 2015                              | Росія (RUS)             | Сергій Черв'яковський        | Денис Кулаков             |
| Кубок світу 2015, 7-й етап                         | Іспанія (ESP)           | Пабло Каррера                | Пабло Каррера             |
| Кубок світу 2015, 7-й етап                         | Індія (IND)             | Пракаш Нанджаппа             | Пракаш Нанджаппа          |
| Чемпіонат Океанії 2015                             | Австралія (AUS)         | Деніел Репачолі              | Деніел Репачолі           |
| Чемпіонат Африки 2015                              | Єгипет (EGY)            | Самі Абдель Разек            | Самі Абдель Разек         |
| Азійський олімпійський кваліфікаційний турнір 2016 | Північна Корея (PRK)    | Кім Сон Кук                  | Кім Сон Кук               |
| Азійський олімпійський кваліфікаційний турнір 2016 | Північна Корея (PRK)    | Кім Чон Су                   | Кім Чон Су                |
| Обмін квот                                         | Бразилія (BRA)          | Н/Д                          | Жуліо Алмейда             |
| Запрошення тристоронньої комісії                   | Болівія (BOL)           | Н/Д                          | Рудольф Кніхненбург       |
| Спортсмени, що кваліфікувались в інших дисциплінах | Бразилія (BRA)          | Н/Д                          | Феліпе Алмейда У          |
| Спортсмени, що кваліфікувались в інших дисциплінах | Болгарія (BUL)          | Н/Д                          | Самуїл Донков             |
| Спортсмени, що кваліфікувались в інших дисциплінах | Грузія (GEO)            | Н/Д                          | Цотне Мачаваріані         |
| Спортсмени, що кваліфікувались в інших дисциплінах | Угорщина (HUN)          | Н/Д                          | Міклош Татрай             |
| Спортсмени, що кваліфікувались в інших дисциплінах | Казахстан (KAZ)         | Н/Д                          | Володимир Ісаченко        |
| Спортсмени, що кваліфікувались в інших дисциплінах | Казахстан (KAZ)         | Н/Д                          | Рашид Юнусметов           |
| Спортсмени, що кваліфікувались в інших дисциплінах | Малайзія (MAS)          | Н/Д                          | Джонатан Вонг             |
| Спортсмени, що кваліфікувались в інших дисциплінах | М'янма (MYA)            | Н/Д                          | Наун Є Тун                |
| Спортсмени, що кваліфікувались в інших дисциплінах | Панама (PAN)            | Н/Д                          | Давид Муньос              |
| Спортсмени, що кваліфікувались в інших дисциплінах | Португалія (POR)        | Н/Д                          | Жуан Кошта                |
| Спортсмени, що кваліфікувались в інших дисциплінах | Росія (RUS)             | Н/Д                          | Володимир Гончаров        |
| Спортсмени, що кваліфікувались в інших дисциплінах | Саудівська Аравія (KSA) | Н/Д                          | Аталла Аль-Аназі          |
| Спортсмени, що кваліфікувались в інших дисциплінах | Сербія (SRB)            | Н/Д                          | Дімітріє Гргич            |
| Спортсмени, що кваліфікувались в інших дисциплінах | Словаччина (SVK)        | Н/Д                          | Юрай Тужінський           |
| Спортсмени, що кваліфікувались в інших дисциплінах | Туреччина (TUR)         | Н/Д                          | Юсуф Дікеч                |
| Спортсмени, що кваліфікувались в інших дисциплінах | Туреччина (TUR)         | Н/Д                          | Ісмаїл Келеш              |
| Спортсмени, що кваліфікувались в інших дисциплінах | Україна (UKR)           | Н/Д                          | Олег Омельчук             |
| Спортсмени, що кваліфікувались в інших дисциплінах | США (USA)               | Н/Д                          | Вілл Браун                |
| Спортсмени, що кваліфікувались в інших дисциплінах | В'єтнам (VIE)           | Н/Д                          | Чан Куок Кионг            |
| Загалом                                            |                         |                              | 41                        |

## швидкісний пістолет, 25 метрів (чоловіки)
| Етап                                               | Кількість квот       | Спортсмен, що кваліфікувався | Спортсмен, що виступатиме |
| -------------------------------------------------- | -------------------- | ---------------------------- | ------------------------- |
| Країна-господарка                                  | Бразилія (BRA)       | Н/Д                          | Емерсон Дуарте            |
| Чемпіонат світу 2014                               | Південна Корея (KOR) | Кім Чон Хон                  | Кім Чон Хон               |
| Чемпіонат світу 2014                               | Німеччина (GER)      | Олівер Гайс                  | Олівер Гайс               |
| Кубок світу 2015, 3-й етап                         | Франція (FRA)        | Жан Кікампуа                 | Жан Кікампуа              |
| Кубок світу 2015, 3-й етап                         | Південна Корея (KOR) | Сон Чон Хо                   | Кан Мін Су                |
| Кубок світу 2015, 5-й етап                         | Куба (CUB)           | Леуріс Пупо                  | Леуріс Пупо               |
| Кубок світу 2015, 5-й етап                         | Німеччина (GER)      | Крістіан Райц                | Крістіан Райц             |
| Кубок світу 2015, 6-й етап                         | Росія (RUS)          | Олексій Климов               | Олексій Климов            |
| Кубок світу 2015, 6-й етап                         | США (USA)            | Кейт Сандерсон               | Кейт Сандерсон            |
| Європейські ігри 2015                              | Іспанія (ESP)        | Жорже Лламес                 | Жорже Лламес              |
| Панамериканські ігри 2015                          | США (USA)            | Бред Балслі                  | Еміл Мілев                |
| Чемпіонат Європи 2015                              | Україна (UKR)        | Роман Бондарук               | Роман Бондарук            |
| Кубок світу 2015, 7-й етап                         | Китай (CHN)          | Ху Хаочже                    | Лі Юехун                  |
| Кубок світу 2015, 7-й етап                         | Китай (CHN)          | Лао Цзяцзє                   | Чжан Фушен                |
| Чемпіонат Океанії 2015                             | Австралія (AUS)      | Девід Чепмен                 | Девід Чепмен              |
| Чемпіонат Африки 2015                              | Єгипет (EGY)         | Ахмед Шабан                  | Ахмед Шабан               |
| Азійський олімпійський кваліфікаційний турнір 2016 | Японія (JPN)         | Теруйосі Акіяма              | Теруйосі Акіяма           |
| Азійський олімпійський кваліфікаційний турнір 2016 | Японія (JPN)         | Ейта Морі                    | Ейта Морі                 |
| Обмін квот                                         | Італія (ITA)         | Н/Д                          | Ріккардо Маццетті         |
| Запрошення тристоронньої комісії                   | Пакистан (PAK)       | Н/Д                          | Гулам Мустафа Башир       |
| Перерозподіл невикористаних квот                   | Азербайджан (AZE)    | Н/Д                          | Руслан Лунев              |
| Перерозподіл невикористаних квот                   | Естонія (EST)        | Н/Д                          | Пеетер Олеськ             |
| Спортсмени, що кваліфікувались в інших дисциплінах | Індія (IND)          | Н/Д                          | Гурприт Сінгх             |
| Спортсмени, що кваліфікувались в інших дисциплінах | Перу (PER)           | Н/Д                          | Марко Каррільо            |
| Спортсмени, що кваліфікувались в інших дисциплінах | Польща (POL)         | Н/Д                          | Пйотр Данилюк             |
| Спортсмени, що кваліфікувались в інших дисциплінах | Україна (UKR)        | Н/Д                          | Павло Коростильов         |
| Загалом                                            |                      |                              | 26                        |

## пневматичний пістолет, 10 метрів (чоловіки)
| Етап                                               | Кількість квот          | Спортсмен, що кваліфікувався | Спортсмен, що виступатиме |
| -------------------------------------------------- | ----------------------- | ---------------------------- | ------------------------- |
| Чемпіонат світу 2014                               | Туреччина (TUR)         | Юсуф Дікеч                   | Юсуф Дікеч                |
| Чемпіонат світу 2014                               | Росія (RUS)             | Володимир Гончаров           | Володимир Гончаров        |
| Чемпіонат світу 2014                               | Китай (CHN)             | Пу Ціфен                     | Пу Ціфен                  |
| Чемпіонат світу 2014                               | В'єтнам (VIE)           | Чан Куок Кионг               | Чан Куок Кионг            |
| Чемпіонат світу 2014                               | Словаччина (SVK)        | Юрай Тужінський              | Юрай Тужінський           |
| Чемпіонат світу 2014                               | Болгарія (BUL)          | Самуїл Донков                | Самуїл Донков             |
| Чемпіонат Америки 2014                             | США (USA)               | Вілл Браун                   | Вілл Браун                |
| Кубок світу 2015, 3-й етап                         | М'янма (MYA)            | Наун Є Тун                   | Наун Є Тун                |
| Кубок світу 2015, 3-й етап                         | Сербія (SRB)            | Дімітріє Гргич               | Дімітріє Гргич            |
| Кубок світу 2015, 3-й етап                         | Росія (RUS)             | Леонід Єкімов                | Володимир Ісаков          |
| Кубок світу 2015, 5-й етап                         | Португалія (POR)        | Жуан Кошта                   | Жуан Кошта                |
| Кубок світу 2015, 5-й етап                         | Україна (UKR)           | Олег Омельчук                | Олег Омельчук             |
| Кубок світу 2015, 5-й етап                         | Туреччина (TUR)         | Ісмаїл Келеш                 | Ісмаїл Келеш              |
| Кубок світу 2015, 6-й етап                         | Китай (CHN)             | Сунь Ян                      | Пан Вей                   |
| Кубок світу 2015, 6-й етап                         | Індія (IND)             | Гурприт Сінгх                | Гурприт Сінгх             |
| Кубок світу 2015, 6-й етап                         | Південна Корея (KOR)    | Лі Те Мьон                   | Лі Те Мьон                |
| Європейські ігри 2015                              | Україна (UKR)           | Павло Коростильов            | Павло Коростильов         |
| Панамериканські ігри 2015                          | Бразилія (BRA)          | Феліпе Алмейда У             | Феліпе Алмейда У          |
| Кубок світу 2015, 7-й етап                         | Казахстан (KAZ)         | Рашид Юнусметов              | Рашид Юнусметов           |
| Кубок світу 2015, 7-й етап                         | Казахстан (KAZ)         | Володимир Ісаченко           | Володимир Ісаченко        |
| Кубок світу 2015, 7-й етап                         | Південна Корея (KOR)    | Кім Чон Йон                  | Н/Д                       |
| Чемпіонат Океанії 2015                             | Австралія (AUS)         | Кріс Саммерелл               | Блейк Блекберн            |
| Чемпіонат Африки 2015                              | Єгипет (EGY)            | Ахмед Мохамед                | Ахмед Мохамед             |
| Азійський олімпійський кваліфікаційний турнір 2016 | Малайзія (MAS)          | Джонатан Вонг                | Джонатан Вонг             |
| Азійський олімпійський кваліфікаційний турнір 2016 | Саудівська Аравія (KSA) | Аталла Аль-Аназі             | Аталла Аль-Аназі          |
| Чемпіонат Європи 2016 — стрільба на 10 метрів      | Польща (POL)            | Войцех Кнапік                | Пйотр Данилюк             |
| Чемпіонат Європи 2016 — стрільба на 10 метрів      | Грузія (GEO)            | Цотне Мачаваріані            | Цотне Мачаваріані         |
| Чемпіонат Європи 2016 — стрільба на 10 метрів      | Угорщина (HUN)          | Міклош Татрай                | Міклош Татрай             |
| Запрошення тристоронньої комісії                   | Нікарагуа (NCA)         | Н/Д                          | Рафаель Лакайо            |
| Запрошення тристоронньої комісії                   | Панама (PAN)            | Н/Д                          | Давид Муньос              |
| Спортсмени, що кваліфікувались в інших дисциплінах | Австралія (AUS)         | Н/Д                          | Деніел Репачолі           |
| Спортсмени, що кваліфікувались в інших дисциплінах | Азербайджан (AZE)       | Н/Д                          | Руслан Лунев              |
| Спортсмени, що кваліфікувались в інших дисциплінах | Бразилія (BRA)          | Н/Д                          | Жуліо Алмейда             |
| Спортсмени, що кваліфікувались в інших дисциплінах | Куба (CUB)              | Н/Д                          | Хорхе Грау                |
| Спортсмени, що кваліфікувались в інших дисциплінах | Єгипет (EGY)            | Н/Д                          | Самі Абдель Разек         |
| Спортсмени, що кваліфікувались в інших дисциплінах | Іспанія (ESP)           | Н/Д                          | Пабло Каррера             |
| Спортсмени, що кваліфікувались в інших дисциплінах | Індія (IND)             | Н/Д                          | Джиту Рай                 |
| Спортсмени, що кваліфікувались в інших дисциплінах | Італія (ITA)            | Н/Д                          | Джузеппе Джордано         |
| Спортсмени, що кваліфікувались в інших дисциплінах | Японія (JPN)            | Н/Д                          | Томоюкі Мацуда            |
| Спортсмени, що кваліфікувались в інших дисциплінах | Північна Корея (PRK)    | Н/Д                          | Кім Сон Кук               |
| Спортсмени, що кваліфікувались в інших дисциплінах | Північна Корея (PRK)    | Н/Д                          | Кім Чон Су                |
| Спортсмени, що кваліфікувались в інших дисциплінах | Перу (PER)              | Н/Д                          | Марко Каррільо            |
| Спортсмени, що кваліфікувались в інших дисциплінах | Сербія (SRB)            | Н/Д                          | Дамір Мікец               |
| Спортсмени, що кваліфікувались в інших дисциплінах | Словаччина (SVK)        | Н/Д                          | Павол Копп                |
| Спортсмени, що кваліфікувались в інших дисциплінах | Південна Корея (KOR)    | Н/Д                          | Чин Чон О                 |
| Спортсмени, що кваліфікувались в інших дисциплінах | США (USA)               | Н/Д                          | Джей Ши                   |
| Спортсмени, що кваліфікувались в інших дисциплінах | В'єтнам (VIE)           | Н/Д                          | Хоангсуан Він             |
| Загалом                                            |                         |                              | 46                        |

## трап (чоловіки)
| Етап                                               | Кількість квот                 | Спортсмен, що кваліфікувався | Спортсмен, що виступатиме |
| -------------------------------------------------- | ------------------------------ | ---------------------------- | ------------------------- |
| Країна-господарка                                  | Бразилія (BRA)                 | Н/Д                          | Роберто Шмітс             |
| Чемпіонат світу 2014                               | Словаччина (SVK)               | Ерік Варга                   | Ерік Варга                |
| Чемпіонат світу 2014                               | Велика Британія (GBR)          | Едвард Лінг                  | Едвард Лінг               |
| Чемпіонат світу 2014                               | Італія (ITA)                   | Джованні Пелльєло            | Джованні Пелльєло         |
| Чемпіонат Америки 2014                             | Домініканська Республіка (DOM) | Едуардо Лоренцо              | Едуардо Лоренцо           |
| Кубок світу 2015, 1-й етап                         | Австралія (AUS)                | Майкл Даймонд                | Мітчелл Айлз              |
| Кубок світу 2015, 1-й етап                         | Італія (ITA)                   | Массімо Фаббріці             | Массімо Фаббріці          |
| Кубок світу 2015, 2-й етап                         | Хорватія (CRO)                 | Йосип Гласнович              | Йосип Гласнович           |
| Кубок світу 2015, 2-й етап                         | Чехія (CZE)                    | Давид Костелецький           | Давид Костелецький        |
| Кубок світу 2015, 4-й етап                         | Туреччина (TUR)                | Явуз Ільнам                  | Явуз Ільнам               |
| Кубок світу 2015, 4-й етап                         | Фінляндія (FIN)                | Веса Торнроос                | Веса Торнроос             |
| Європейські ігри 2015                              | Росія (RUS)                    | Олексій Аліпов               | Олексій Аліпов            |
| Панамериканські ігри 2015                          | Перу (PER)                     | Франсіско Боса               | Франсіско Боса            |
| Панамериканські ігри 2015                          | Аргентина (ARG)                | Фернандо Борелло             | Фернандо Борелло          |
| Чемпіонат Європи 2015                              | Іспанія (ESP)                  | Альберто Фернандес           | Альберто Фернандес        |
| Чемпіонат Європи 2015                              | Словенія (SLO)                 | Боштян Мачек                 | Боштян Мачек              |
| Чемпіонат Європи 2015                              | Сан-Марино (SMR)               | Стефано Селва                | Стефано Селва             |
| Кубок світу 2015, 7-й етап                         | Хорватія (CRO)                 | Джованні Церногораз          | Джованні Церногораз       |
| Кубок світу 2015, 7-й етап                         | Туреччина (TUR)                | Ердінч Кебапчі               | Ердінч Кебапчі            |
| Чемпіонат світу зі стрільби 2015                   | Кувейт (KUW)                   | Халеф Аль-Мудхаф             | Халеф Аль-Мудхаф          |
| Чемпіонат світу зі стрільби 2015                   | Бельгія (BEL)                  | Максим Мотте                 | Максим Мотте              |
| Чемпіонат Океанії 2015                             | Фіджі (FIJ)                    | Гленн Кейбл                  | Гленн Кейбл               |
| Чемпіонат Океанії 2015                             | Австралія (AUS)                | Адам Велла                   | Адам Велла                |
| Чемпіонат Африки 2015                              | Єгипет (EGY)                   | Абдель Азіз Мехельба         | Абдель Азіз Мехельба      |
| Азійський олімпійський кваліфікаційний турнір 2016 | Кувейт (KUW)                   | Абдулрахман Аль-Файхам       | Абдулрахман Аль-Файхам    |
| Азійський олімпійський кваліфікаційний турнір 2016 | Китайський Тайбей (TPE)        | Ян Куньпі                    | Ян Куньпі                 |
| Азійський олімпійський кваліфікаційний турнір 2016 | Індія (IND)                    | Кінан Ченай                  | Кінан Ченай               |
| Азійський олімпійський кваліфікаційний турнір 2016 | Казахстан (KAZ)                | Максим Коломоєць             | Н/Д                       |
| Обмін квот                                         | Єгипет (EGY)                   | Н/Д                          | Ахмед Камар               |
| Обмін квот                                         | Індія (IND)                    | Н/Д                          | Манавжит Сінгх Сандху     |
| Обмін квот                                         | Словаччина (SVK)               | Н/Д                          | Маріан Ковачоці           |
| Запрошення тристоронньої комісії                   | Ангола (ANG)                   | Н/Д                          | Жоау Паулу де Сілва       |
| Перерозподіл невикористаних квот                   | Колумбія (COL)                 | Н/Д                          | Даніло Каро               |
| Спортсмени, що кваліфікувались в інших дисциплінах | Марокко (MAR)                  | Н/Д                          | Мохамед Рама              |
| Загалом                                            |                                |                              | 33                        |

## дубль-трап (чоловіки)
| Етап                                               | Кількість квот                   | Спортсмен, що кваліфікувався | Спортсмен, що виступатиме |
| -------------------------------------------------- | -------------------------------- | ---------------------------- | ------------------------- |
| Чемпіонат світу 2014                               | США (USA)                        | Джошуа Річмонд               | Джошуа Річмонд            |
| Чемпіонат світу 2014                               | Італія (ITA)                     | Антоніо Барілья              | Антоніо Барілья           |
| Кубок світу 2015, 1-й етап                         | США (USA)                        | Джеффрі Олґін                | Ґленн Еллер               |
| Кубок світу 2015, 1-й етап                         | Китай (CHN)                      | Ху Біньюань                  | Ху Біньюань               |
| Кубок світу 2015, 2-й етап                         | Італія (ITA)                     | Марко Інноченті              | Марко Інноченті           |
| Кубок світу 2015, 2-й етап                         | Росія (RUS)                      | Василь Мосін                 | Василь Мосін              |
| Кубок світу 2015, 4-й етап                         | Гватемала (GUA)                  | Енріке Брол                  | Енріке Брол               |
| Кубок світу 2015, 4-й етап                         | Китай (CHN)                      | Пан Цян                      | Пан Цян                   |
| Європейські ігри 2015                              | Росія (RUS)                      | Віталій Фокеєв               | Віталій Фокеєв            |
| Панамериканські ігри 2015                          | Гватемала (GUA)                  | Гелберт Брол                 | Гелберт Брол              |
| Кубок світу 2015, 7-й етап                         | Німеччина (GER)                  | Міхаель Ґольдбруннер         | Андреас Льов              |
| Кубок світу 2015, 7-й етап                         | Велика Британія (GBR)            | Стівен Скотт                 | Стівен Скотт              |
| Чемпіонат світу зі стрільби 2015                   | Велика Британія (GBR)            | Тімоті Ніл                   | Тімоті Ніл                |
| Чемпіонат світу зі стрільби 2015                   | Кувейт (KUW)                     | Ахмад Аль-Афасі              | Ахмад Аль-Афасі           |
| Чемпіонат Океанії 2015                             | Австралія (AUS)                  | Джеймс Віллет                | Джеймс Віллет             |
| Чемпіонат Африки 2015                              | Зімбабве (ZIM)                   | Сін Ніколсон                 | Сін Ніколсон              |
| Азійський олімпійський кваліфікаційний турнір 2016 | Об'єднані Арабські Емірати (UAE) | Халед Аль-Каабі              | Халед Аль-Каабі           |
| Азійський олімпійський кваліфікаційний турнір 2016 | Кувейт (KUW)                     | Фехаїд Аль-Діхані            | Фехаїд Аль-Діхані         |
| Обмін квот                                         | Швеція (SWE)                     | Н/Д                          | Гокан Далбі               |
| Запрошення тристоронньої комісії                   | Мальта (MLT)                     | Н/Д                          | Вільям Четкуті            |
| Запрошення тристоронньої комісії                   | Парагвай (PAR)                   | Н/Д                          | Пауло Райхардт            |
| Перерозподіл невикористаних квот                   | Марокко (MAR)                    | Н/Д                          | Мохамед Рама              |
| Загалом                                            |                                  |                              | 22                        |

## скит (чоловіки)
| Етап                                               | Кількість квот                   | Спортсмен, що кваліфікувався | Спортсмен, що виступатиме |
| -------------------------------------------------- | -------------------------------- | ---------------------------- | ------------------------- |
| Країна-господарка                                  | Бразилія (BRA)                   | Н/Д                          | Ренато Портелла           |
| Чемпіонат світу 2014                               | Росія (RUS)                      | Олександр Землін             | Антон Астахов             |
| Чемпіонат світу 2014                               | Франція (FRA)                    | Антоні Терра                 | Антоні Терра              |
| Чемпіонат світу 2014                               | Єгипет (EGY)                     | Азмі Мехельба                | Азмі Мехельба             |
| Чемпіонат Америки 2014                             | США (USA)                        | Вінсент Генкок               | Вінсент Генкок            |
| Кубок світу 2015, 1-й етап                         | Італія (ITA)                     | Валеріо Лукіні               | Луїджи Лодде              |
| Кубок світу 2015, 1-й етап                         | Італія (ITA)                     | Ріккардо Філіппеллі          | Габріеле Розетті          |
| Кубок світу 2015, 2-й етап                         | Кіпр (CYP)                       | Андреас Часікос              | Андреас Часікос           |
| Кубок світу 2015, 2-й етап                         | Данія (DEN)                      | Єспер Хансен                 | Єспер Хансен              |
| Кубок світу 2015, 4-й етап                         | Швеція (SWE)                     | Маркус Свенссон              | Маркус Свенссон           |
| Кубок світу 2015, 4-й етап                         | Об'єднані Арабські Емірати (UAE) | Саіф бін Футтайс             | Саіф бін Футтайс          |
| Європейські ігри 2015                              | Швеція (SWE)                     | Стефан Нільссон              | Стефан Нільссон           |
| Панамериканські ігри 2015                          | США (USA)                        | Томас Баєр                   | Френк Томпсон             |
| Панамериканські ігри 2015                          | Куба (CUB)                       | Хуан Мігель Родрігес         | Хуан Мігель Родрігес      |
| Чемпіонат Європи 2015                              | Греція (GRE)                     | Ефтіміос Мітас               | Ефтіміос Мітас            |
| Чемпіонат Європи 2015                              | Франція (FRA)                    | Ерік Делоне                  | Ерік Делоне               |
| Чемпіонат Європи 2015                              | Україна (UKR)                    | Микола Мільчев               | Микола Мільчев            |
| Кубок світу 2015, 7-й етап                         | Аргентина (ARG)                  | Федеріко Хіль                | Федеріко Хіль             |
| Кубок світу 2015, 7-й етап                         | Австрія (AUT)                    | Себастьян Кунчик             | Себастьян Кунчик          |
| Чемпіонат світу зі стрільби 2015                   | Індія (IND)                      | Майрадж Ахмад Хан            | Майрадж Ахмад Хан         |
| Чемпіонат світу зі стрільби 2015                   | Німеччина (GER)                  | Ральф Бухайм                 | Ральф Бухайм              |
| Чемпіонат Океанії 2015                             | Австралія (AUS)                  | Кіт Фергюсон                 | Кіт Фергюсон              |
| Чемпіонат Океанії 2015                             | Австралія (AUS)                  | Джеймс Болдінґ               | Пол Адамс                 |
| Чемпіонат Африки 2015                              | Єгипет (EGY)                     | Франко Донато                | Франко Донато             |
| Азійський олімпійський кваліфікаційний турнір 2016 | Кувейт (KUW)                     | Сауд Хабіб                   | Сауд Хабіб                |
| Азійський олімпійський кваліфікаційний турнір 2016 | Об'єднані Арабські Емірати (UAE) | Саїд Аль Мактум              | Саїд Аль Мактум           |
| Азійський олімпійський кваліфікаційний турнір 2016 | Катар (QAT)                      | Рашид Салех Хамад            | Рашид Салех Хамад         |
| Азійський олімпійський кваліфікаційний турнір 2016 | Кувейт (KUW)                     | Абдулла Аль-Рашиді           | Абдулла Аль-Рашиді        |
| Обмін квот                                         | Катар (QAT)                      | Н/Д                          | Насер Аль Атіях           |
| Запрошення тристоронньої комісії                   | Барбадос (BAR)                   | Н/Д                          | Майкл Маскелл             |
| Перерозподіл невикористаних квот                   | Латвія (LAT)                     | Н/Д                          | Дайніс Упелнєкс           |
| Перерозподіл невикористаних квот                   | Литва (LTU)                      | Н/Д                          | Рональдас Рачинскас       |
| Загалом                                            |                                  |                              | 32                        |

## гвинтівка з трьох положень, 50 метрів (жінки)
| Етап                                                | Кількість квот        | Спортсменка, що кваліфікувалася | Спортсменка, що виступатиме |
| --------------------------------------------------- | --------------------- | ------------------------------- | --------------------------- |
| Чемпіонат світу 2014                                | Німеччина (GER)       | Беате Ґаусс                     | Барбара Енгледер            |
| Чемпіонат світу 2014                                | Хорватія (CRO)        | Снєжана Пейчич                  | Таня Перец                  |
| Чемпіонат світу 2014                                | Норвегія (NOR)        | Малін Вестерхейм                | Малін Вестерхейм            |
| Чемпіонат світу 2014                                | Китай (CHN)           | Чень Дунці                      | Ду Лі                       |
| Чемпіонат світу 2014                                | Чехія (CZE)           | Нікола Мазурова                 | Нікола Мазурова             |
| Чемпіонат Америки 2014                              | Куба (CUB)            | Діанеліс Перес                  | Діанеліс Перес              |
| Кубок світу 2015, 3-й етап                          | Німеччина (GER)       | Селіна Гшвандтнер               | Ева Рьоскен                 |
| Кубок світу 2015, 3-й етап                          | Китай (CHN)           | Чжао Хуейсинь                   | Чжан Біньбінь               |
| Кубок світу 2015, 5-й етап                          | США (USA)             | Емі Соваш                       | Вірджинія Трешер            |
| Кубок світу 2015, 5-й етап                          | Казахстан (KAZ)       | Єлизавета Король                | Єлизавета Король            |
| Кубок світу 2015, 6-й етап                          | Південна Корея (KOR)  | Ю Со Йон                        | Чан Ким Йон                 |
| Кубок світу 2015, 6-й етап                          | Україна (UKR)         | Наталія Кальниш                 | Наталія Кальниш             |
| Європейські ігри 2015                               | Франція (FRA)         | Лоранс Брізе                    | Лоранс Брізе                |
| Панамериканські ігри 2015                           | Аргентина (ARG)       | Амелія Фурнел                   | Амелія Фурнел               |
| Панамериканські ігри 2015                           | Пуерто-Рико (PUR)     | Ярімар Меркадо                  | Ярімар Меркадо              |
| Чемпіонат Європи 2015                               | Велика Британія (GBR) | Дженніфер Макінтош              | Дженніфер Макінтош          |
| Чемпіонат Європи 2015                               | Польща (POL)          | Аґнєшка Нагай                   | Аґнєшка Нагай               |
| Чемпіонат Європи 2015                               | Чехія (CZE)           | Луціє Швецова                   | Адела Сікорова              |
| Кубок світу 2015, 7-й етап                          | Польща (POL)          | Сільвія Богацька                | Сільвія Богацька            |
| Кубок світу 2015, 7-й етап                          | Швейцарія (SUI)       | Джасмін Міхлер                  | Ніна Крістен                |
| Чемпіонат Океанії 2015                              | Австралія (AUS)       | Емма Вудруф                     | Н/Д                         |
| Чемпіонат Африки 2015                               | Єгипет (EGY)          | Нуран Амер                      | Н/Д                         |
| Азійський олімпійський кваліфікаційний турнір 2016  | Сінгапур (SIN)        | Жасмін Сер Сян Вей              | Жасмін Сер Сян Вей          |
| Азійський олімпійський кваліфікаційний турнір 2016  | Іран (IRI)            | Махлага Джамбозорг              | Махлага Джамбозорг          |
| Азійський олімпійський кваліфікаційний турнір 2016  | Південна Корея (KOR)  | Лі Ки Рім                       | Лі Ки Рім                   |
| Спортсменки, що кваліфікувались в інших дисциплінах | Австрія (AUT)         | Н/Д                             | Олівія Гофманн              |
| Спортсменки, що кваліфікувались в інших дисциплінах | Бразилія (BRA)        | Н/Д                             | Розане Будаг                |
| Спортсменки, що кваліфікувались в інших дисциплінах | Хорватія (CRO)        | Н/Д                             | Снєжана Пейчич              |
| Спортсменки, що кваліфікувались в інших дисциплінах | Куба (CUB)            | Н/Д                             | Егліс Яйма Крус             |
| Спортсменки, що кваліфікувались в інших дисциплінах | Данія (DEN)           | Н/Д                             | Стін Нільсен                |
| Спортсменки, що кваліфікувались в інших дисциплінах | Угорщина (HUN)        | Н/Д                             | Юліанна Мішкольці           |
| Спортсменки, що кваліфікувались в інших дисциплінах | Іран (IRN)            | Н/Д                             | Наджме Хедматі              |
| Спортсменки, що кваліфікувались в інших дисциплінах | Італія (ITA)          | Н/Д                             | Петра Зубласінг             |
| Спортсменки, що кваліфікувались в інших дисциплінах | Монголія (MGL)        | Н/Д                             | Нандінзая Ганхуяр           |
| Спортсменки, що кваліфікувались в інших дисциплінах | Росія (RUS)           | Н/Д                             | Дарина Вдовіна              |
| Спортсменки, що кваліфікувались в інших дисциплінах | Сербія (SRB)          | Н/Д                             | Андреа Арсовіч              |
| Спортсменки, що кваліфікувались в інших дисциплінах | Сербія (SRB)          | Н/Д                             | Івана Максимович            |
| Спортсменки, що кваліфікувались в інших дисциплінах | Словенія (SLO)        | Н/Д                             | Жива Дворшак                |
| Спортсменки, що кваліфікувались в інших дисциплінах | США (USA)             | Н/Д                             | Сара Шерер                  |
| Загалом                                             |                       |                                 | 37                          |

## пневматична гвинтівка, 10 метрів (жінки)
| Етап                                                | Кількість квот             | Спортсменка, що кваліфікувалася | Спортсменка, що виступатиме |
| --------------------------------------------------- | -------------------------- | ------------------------------- | --------------------------- |
| Країна-господарка                                   | Бразилія (BRA)             | Н/Д                             | Розане Будаг                |
| Чемпіонат світу 2014                                | Італія (ITA)               | Петра Зубласінг                 | Петра Зубласінг             |
| Чемпіонат світу 2014                                | Китай (CHN)                | І Силін                         | І Силін                     |
| Чемпіонат світу 2014                                | Німеччина (GER)            | Соня Пфайшифтер                 | Н/Д                         |
| Чемпіонат світу 2014                                | Китай (CHN)                | Чжан Біньбінь                   | Ду Лі                       |
| Чемпіонат світу 2014                                | Сербія (SRB)               | Андреа Арсовіч                  | Андреа Арсовіч              |
| Чемпіонат світу 2014                                | Данія (DEN)                | Стін Нільсен                    | Стін Нільсен                |
| Чемпіонат Америки 2014                              | Куба (CUB)                 | Егліс Яйма Крус                 | Егліс Яйма Крус             |
| Кубок світу 2015, 3-й етап                          | Сербія (SRB)               | Івана Максимович                | Івана Максимович            |
| Кубок світу 2015, 3-й етап                          | Індія (IND)                | Апурві Чандела                  | Апурві Чандела              |
| Кубок світу 2015, 3-й етап                          | Швеція (SWE)               | Міхаела Арвідссон               | Н/Д                         |
| Кубок світу 2015, 5-й етап                          | Монголія (MGL)             | Нандінзая Ганхуяр               | Нандінзая Ганхуяр           |
| Кубок світу 2015, 5-й етап                          | США (USA)                  | Сара Берд                       | Сара Шерер                  |
| Кубок світу 2015, 5-й етап                          | Єгипет (EGY)               | Шімаа Хашад                     | Шімаа Хашад                 |
| Кубок світу 2015, 6-й етап                          | Хорватія (CRO)             | Валентіна Густін                | Валентіна Густін            |
| Кубок світу 2015, 6-й етап                          | Австрія (AUT)              | Олівія Гофманн                  | Олівія Гофманн              |
| Кубок світу 2015, 6-й етап                          | Німеччина (GER)            | Ніна Лаура Кройцер              | Селіна Гшвандтнер           |
| Європейські ігри 2015                               | Швейцарія (SUI)            | Сара Горнунг                    | Сара Горнунг                |
| Панамериканські ігри 2015                           | Мексика (MEX)              | Горетті Сумая                   | Горетті Сумая               |
| Панамериканські ігри 2015                           | Аргентина (ARG)            | Фернанда Руссо                  | Фернанда Руссо              |
| Кубок світу 2015, 7-й етап                          | Іран (IRI)                 | Елахех Ахмаді                   | Елахех Ахмаді               |
| Кубок світу 2015, 7-й етап                          | Іран (IRI)                 | Наджме Хедматі                  | Наджме Хедматі              |
| Кубок світу 2015, 7-й етап                          | Росія (RUS)                | Анна Жукова                     | Дарина Вдовіна              |
| Чемпіонат Океанії 2015                              | Австралія (AUS)            | Дженніфер Генс                  | Дженніфер Генс              |
| Чемпіонат Африки 2015                               | Єгипет (EGY)               | Хадір Мекхімар                  | Хадір Мекхімар              |
| Азійський олімпійський кваліфікаційний турнір 2016  | Індія (IND)                | Айоніка Паул                    | Айоніка Паул                |
| Азійський олімпійський кваліфікаційний турнір 2016  | Південна Корея (KOR)       | Лі Ин Со                        | Кім Ин Хє                   |
| Чемпіонат Європи 2016 — стрільба на 10 метрів       | Швейцарія (SUI)            | Петра Лустенберґер              | Н/Д                         |
| Чемпіонат Європи 2016 — стрільба на 10 метрів       | Хорватія (CRO)             | Таня Перец                      | Снєжана Пейчич              |
| Чемпіонат Європи 2016 — стрільба на 10 метрів       | Угорщина (HUN)             | Юліанна Мішкольці               | Юліанна Мішкольці           |
| Обмін квот                                          | Словенія (SLO)             | Н/Д                             | Жива Дворшак                |
| Обмін квот                                          | Південна Корея (KOR)       | Н/Д                             | Пак Хе Мі                   |
| Запрошення тристоронньої комісії                    | Андорра (AND)              | Н/Д                             | Естер Барругес              |
| Запрошення тристоронньої комісії                    | Бутан (BHU)                | Н/Д                             | Ленчу Кунзанг               |
| Запрошення тристоронньої комісії                    | Болівія (BOL)              | Н/Д                             | Каріна Гарсія               |
| Запрошення тристоронньої комісії                    | Боснія і Герцеговина (BIH) | Н/Д                             | Тетяна Джеканович           |
| Запрошення тристоронньої комісії                    | Косово (KOS)               | Н/Д                             | Урата Рама                  |
| Запрошення тристоронньої комісії                    | Північна Македонія (MKD)   | Н/Д                             | Ніна Балабан                |
| Запрошення тристоронньої комісії                    | Пакистан (PAK)             | Н/Д                             | Мінхаль Сохайль             |
| Спортсменки, що кваліфікувались в інших дисциплінах | Аргентина (ARG)            | Н/Д                             | Амелія Фурнел               |
| Спортсменки, що кваліфікувались в інших дисциплінах | Куба (CUB)                 | Н/Д                             | Діанеліс Перес              |
| Спортсменки, що кваліфікувались в інших дисциплінах | Чехія (CZE)                | Н/Д                             | Нікола Мазурова             |
| Спортсменки, що кваліфікувались в інших дисциплінах | Чехія (CZE)                | Н/Д                             | Адела Сікорова              |
| Спортсменки, що кваліфікувались в інших дисциплінах | Німеччина (GER)            | Н/Д                             | Барбара Енгледер            |
| Спортсменки, що кваліфікувались в інших дисциплінах | Велика Британія (GBR)      | Н/Д                             | Дженніфер Макінтош          |
| Спортсменки, що кваліфікувались в інших дисциплінах | Казахстан (KAZ)            | Н/Д                             | Єлизавета Король            |
| Спортсменки, що кваліфікувались в інших дисциплінах | Норвегія (NOR)             | Н/Д                             | Малін Вестерхейм            |
| Спортсменки, що кваліфікувались в інших дисциплінах | Польща (POL)               | Н/Д                             | Сільвія Богацька            |
| Спортсменки, що кваліфікувались в інших дисциплінах | Польща (POL)               | Н/Д                             | Аґнєшка Нагай               |
| Спортсменки, що кваліфікувались в інших дисциплінах | Пуерто-Рико (PUR)          | Н/Д                             | Ярімар Меркадо              |
| Спортсменки, що кваліфікувались в інших дисциплінах | Сінгапур (SIN)             | Н/Д                             | Жасмін Сер                  |
| Спортсменки, що кваліфікувались в інших дисциплінах | Швейцарія (SUI)            | Н/Д                             | Ніна Крістен                |
| Спортсменки, що кваліфікувались в інших дисциплінах | Україна (UKR)              | Н/Д                             | Наталія Кальниш             |
| Спортсменки, що кваліфікувались в інших дисциплінах | США (USA)                  | Н/Д                             | Вірджинія Трешер            |
| Загалом                                             |                            |                                 | 51                          |

## пістолет, 25  метрів (жінки)
| Етап                                                | Кількість квот          | Спортсменка, що кваліфікувалася | Спортсменка, що виступатиме |
| --------------------------------------------------- | ----------------------- | ------------------------------- | --------------------------- |
| Чемпіонат світу 2014                                | Китай (CHN)             | Чжан Цзінцзін                   | Чжан Цзінцзін               |
| Чемпіонат світу 2014                                | Південна Корея (KOR)    | Кім Джан Мі                     | Кім Джан Мі                 |
| Чемпіонат світу 2014                                | Угорщина (HUN)          | Рената Тобаї-Шике               | Рената Тобаї-Шике           |
| Чемпіонат світу 2014                                | Північна Корея (PRK)    | Чо Йон Сок                      | Чо Йон Сок                  |
| Чемпіонат світу 2014                                | Франція (FRA)           | Стефані Тірод                   | Стефані Тірод               |
| Чемпіонат Америки 2014                              | Еквадор (ECU)           | Андреа Перес Пенья              | Андреа Перес Пенья          |
| Кубок світу 2015, 3-й етап                          | Монголія (MGL)          | Отрядин Гундегмаа               | Отрядин Гундегмаа           |
| Кубок світу 2015, 3-й етап                          | Китай (CHN)             | Лінь Юемей                      | Чень Ін                     |
| Кубок світу 2015, 5-й етап                          | Франція (FRA)           | Матільда Ламоль                 | Матільда Ламоль             |
| Кубок світу 2015, 5-й етап                          | Болгарія (BUL)          | Антоанета Бонева                | Антоанета Бонева            |
| Кубок світу 2015, 6-й етап                          | Таїланд (THA)           | Танапорн Пруксакорн             | Танапорн Пруксакорн         |
| Кубок світу 2015, 6-й етап                          | Росія (RUS)             | Юлія Аліпова                    | Катерина Коршунова          |
| Європейські ігри 2015                               | Швейцарія (SUI)         | Хейді Дітхельм Гербер           | Хейді Дітхельм Гербер       |
| Панамериканські ігри 2015                           | США (USA)               | Сандра Уптаґраффт               | Енкелейда Шеху              |
| Чемпіонат Європи 2015                               | Угорщина (HUN)          | Жофія Чонка                     | Жофія Чонка                 |
| Чемпіонат Європи 2015                               | Грузія (GEO)            | Ніно Салуквадзе                 | Ніно Салуквадзе             |
| Кубок світу 2015, 7-й етап                          | Росія (RUS)             | Віталіна Бацарашкіна            | Віталіна Бацарашкіна        |
| Кубок світу 2015, 7-й етап                          | Монголія (MGL)          | Цоґбадрахин Монхзул             | Цоґбадрахин Монхзул         |
| Чемпіонат Океанії 2015                              | Австралія (AUS)         | Елена Галябовіч                 | Елена Галябовіч             |
| Чемпіонат Африки 2015                               | Туніс (TUN)             | Ольфа Чарні                     | Ольфа Чарні                 |
| Азійський олімпійський кваліфікаційний турнір 2016  | Південна Корея (KOR)    | Кох Ин                          | Хван Сон Ин                 |
| Азійський олімпійський кваліфікаційний турнір 2016  | Японія (JPN)            | Акіко Сато                      | Акіко Сато                  |
| Азійський олімпійський кваліфікаційний турнір 2016  | Сінгапур (SIN)          | Тео Шунь Ксе                    | Тео Шунь Ксе                |
| Обмін квот                                          | Німеччина (GER)         | Н/Д                             | Моніка Карш                 |
| Спортсменки, що кваліфікувались в інших дисциплінах | Австралія (AUS)         | Н/Д                             | Лоліта Євглевська           |
| Спортсменки, що кваліфікувались в інших дисциплінах | Білорусь (BLR)          | Н/Д                             | Вікторія Чайка              |
| Спортсменки, що кваліфікувались в інших дисциплінах | Канада (CAN)            | Н/Д                             | Лінда Кейко                 |
| Спортсменки, що кваліфікувались в інших дисциплінах | Єгипет (EGY)            | Н/Д                             | Афаф Ель-Ходход             |
| Спортсменки, що кваліфікувались в інших дисциплінах | Іспанія (ESP)           | Н/Д                             | Соня Франкет                |
| Спортсменки, що кваліфікувались в інших дисциплінах | Греція (GRE)            | Н/Д                             | Анна Коракакі               |
| Спортсменки, що кваліфікувались в інших дисциплінах | Індія (IND)             | Н/Д                             | Хіна Сідху                  |
| Спортсменки, що кваліфікувались в інших дисциплінах | Іран (IRN)              | Н/Д                             | Голнуш Себгатоллахі         |
| Спортсменки, що кваліфікувались в інших дисциплінах | Мальта (MLT)            | Н/Д                             | Елеанор Бецціна             |
| Спортсменки, що кваліфікувались в інших дисциплінах | Польща (POL)            | Н/Д                             | Клаудія Брес                |
| Спортсменки, що кваліфікувались в інших дисциплінах | Сербія (SRB)            | Н/Д                             | Зорана Аруновіч             |
| Спортсменки, що кваліфікувались в інших дисциплінах | Сербія (SRB)            | Н/Д                             | Бобана Величкович           |
| Спортсменки, що кваліфікувались в інших дисциплінах | Китайський Тайбей (TPE) | Н/Д                             | У Цзяїн                     |
| Спортсменки, що кваліфікувались в інших дисциплінах | Китайський Тайбей (TPE) | Н/Д                             | Ай Вень Ю                   |
| Спортсменки, що кваліфікувались в інших дисциплінах | Таїланд (THA)           | Н/Д                             | Пім-Он Клайсубан            |
| Спортсменки, що кваліфікувались в інших дисциплінах | Україна (UKR)           | Н/Д                             | Олена Костевич              |
| Загалом                                             |                         |                                 | 40                          |

## пневматичний пістолет, 10 метрів (жінки)
| Етап                                                | Кількість квот          | Спортсменка, що кваліфікувалася | Спортсменка, що виступатиме |
| --------------------------------------------------- | ----------------------- | ------------------------------- | --------------------------- |
| Чемпіонат світу 2014                                | Південна Корея (KOR)    | Чун Чі Хе                       | Кі Мін Чон                  |
| Чемпіонат світу 2014                                | Україна (UKR)           | Олена Костевич                  | Олена Костевич              |
| Чемпіонат світу 2014                                | Китайський Тайбей (TPE) | У Цзяїн                         | У Цзяїн                     |
| Чемпіонат світу 2014                                | Словенія (SLO)          | Петра Добравець                 | Н/Д                         |
| Чемпіонат світу 2014                                | Іспанія (ESP)           | Соня Франкет                    | Соня Франкет                |
| Чемпіонат світу 2014                                | Сербія (SRB)            | Ясна Шекарич                    | Зорана Аруновіч             |
| Чемпіонат Америки 2014                              | Сальвадор (ESA)         | Ліліан Кастро                   | Ліліан Кастро               |
| Кубок світу 2015, 3-й етап                          | Росія (RUS)             | Любов Яскевич                   | Катерина Коршунова          |
| Кубок світу 2015, 3-й етап                          | Китай (CHN)             | Чжан Менсюе                     | Чжан Менсюе                 |
| Кубок світу 2015, 3-й етап                          | Південна Корея (KOR)    | Квак Чон Хе                     | Квак Чон Хе                 |
| Кубок світу 2015, 5-й етап                          | Греція (GRE)            | Анна Коракакі                   | Анна Коракакі               |
| Кубок світу 2015, 5-й етап                          | Мексика (MEX)           | Алехандра Савала                | Алехандра Савала            |
| Кубок світу 2015, 5-й етап                          | Китайський Тайбей (TPE) | Ай Вень Ю                       | Ай Вень Ю                   |
| Кубок світу 2015, 6-й етап                          | Китай (CHN)             | Го Веньцзюнь                    | Го Веньцзюнь                |
| Кубок світу 2015, 6-й етап                          | Сербія (SRB)            | Бобана Величкович               | Бобана Величкович           |
| Кубок світу 2015, 6-й етап                          | США (USA)               | Лідія Патерсон                  | Лідія Патерсон              |
| Європейські ігри 2015                               | Білорусь (BLR)          | Вікторія Чайка                  | Вікторія Чайка              |
| Панамериканські ігри 2015                           | Канада (CAN)            | Лінда Кейко                     | Лінда Кейко                 |
| Кубок світу 2015, 7-й етап                          | Росія (RUS)             | Ольга Кузнєцова                 | Віталіна Бацарашкіна        |
| Кубок світу 2015, 7-й етап                          | Франція (FRA)           | Селін Гобервіль                 | Селін Гобервіль             |
| Кубок світу 2015, 7-й етап                          | Таїланд (THA)           | Пім-Он Клайсубан                | Пім-Он Клайсубан            |
| Чемпіонат Океанії 2015                              | Австралія (AUS)         | Лоліта Євглевська               | Лоліта Євглевська           |
| Чемпіонат Африки 2015                               | Єгипет (EGY)            | Афаф Ель-Ходход                 | Афаф Ель-Ходход             |
| Азійський олімпійський кваліфікаційний турнір 2016  | Індія (IND)             | Хіна Сідху                      | Хіна Сідху                  |
| Азійський олімпійський кваліфікаційний турнір 2016  | Іран (IRI)              | Голнуш Себгатоллахі             | Голнуш Себгатоллахі         |
| Чемпіонат Європи 2016 — стрільба на 10 метрів       | Угорщина (HUN)          | Вікторія Егрі                   | Вікторія Егрі               |
| Чемпіонат Європи 2016 — стрільба на 10 метрів       | Хорватія (CRO)          | Марія Марович                   | Марія Марович               |
| Чемпіонат Європи 2016 — стрільба на 10 метрів       | Польща (POL)            | Беата Бартков-Квятковська       | Клаудія Брес                |
| Запрошення тристоронньої комісії                    | Мальта (MLT)            | Н/Д                             | Елеанор Бецціна             |
| Запрошення тристоронньої комісії                    | Оман (OMA)              | Н/Д                             | Вадха аль-Балуші            |
| Спортсменки, що кваліфікувались в інших дисциплінах | Австралія (AUS)         | Н/Д                             | Елена Галябовіч             |
| Спортсменки, що кваліфікувались в інших дисциплінах | Болгарія (BUL)          | Н/Д                             | Антоанета Бонева            |
| Спортсменки, що кваліфікувались в інших дисциплінах | Франція (FRA)           | Н/Д                             | Стефані Тірод               |
| Спортсменки, що кваліфікувались в інших дисциплінах | Грузія (GEO)            | Н/Д                             | Ніно Салуквадзе             |
| Спортсменки, що кваліфікувались в інших дисциплінах | Німеччина (GER)         | Н/Д                             | Моніка Карш                 |
| Спортсменки, що кваліфікувались в інших дисциплінах | Угорщина (HUN)          | Н/Д                             | Рената Тобаї-Шике           |
| Спортсменки, що кваліфікувались в інших дисциплінах | Японія (JPN)            | Н/Д                             | Акіко Сато                  |
| Спортсменки, що кваліфікувались в інших дисциплінах | Монголія (MGL)          | Н/Д                             | Отрядин Гундегмаа           |
| Спортсменки, що кваліфікувались в інших дисциплінах | Монголія (MGL)          | Н/Д                             | Цоґбадрахин Монхзул         |
| Спортсменки, що кваліфікувались в інших дисциплінах | Північна Корея (PRK)    | Н/Д                             | Чо Йон Сок                  |
| Спортсменки, що кваліфікувались в інших дисциплінах | Сінгапур (SIN)          | Н/Д                             | Тео Шунь Ксе                |
| Спортсменки, що кваліфікувались в інших дисциплінах | Швейцарія (SUI)         | Н/Д                             | Хейді Дітхельм Гербер       |
| Спортсменки, що кваліфікувались в інших дисциплінах | Таїланд (THA)           | Н/Д                             | Танапорн Пруксакорн         |
| Спортсменки, що кваліфікувались в інших дисциплінах | Туніс (TUN)             | Н/Д                             | Ольфа Чарні                 |
| Спортсменки, що кваліфікувались в інших дисциплінах | США (USA)               | Н/Д                             | Енкелейда Шеху              |
| Загалом                                             |                         |                                 | 44                          |

## трап (жінки)
| Етап                                               | Кількість квот          | Спортсменка, що кваліфікувалася | Спортсменка, що виступатиме |
| -------------------------------------------------- | ----------------------- | ------------------------------- | --------------------------- |
| Країна-господарка                                  | Бразилія (BRA)          | Н/Д                             | Жаніс Тейшейра              |
| Чемпіонат світу 2014                               | Німеччина (GER)         | Катрін Куосс                    | Яна Бекманн                 |
| Чемпіонат світу 2014                               | Іспанія (ESP)           | Фатіма Галвес                   | Фатіма Галвес               |
| Чемпіонат світу 2014                               | Австралія (AUS)         | Катрін Скіннер                  | Катрін Скіннер              |
| Кубок світу 2015, 1-й етап                         | США (USA)               | Корі Коґделл                    | Корі Коґделл                |
| Кубок світу 2015, 1-й етап                         | Австралія (AUS)         | Летіша Сканлан                  | Летіша Сканлан              |
| Кубок світу 2015, 2-й етап                         | Італія (ITA)            | Сільвана Станко                 | Джессіка Россі              |
| Кубок світу 2015, 2-й етап                         | Сан-Марино (SMR)        | Алессандра Періллі              | Алессандра Періллі          |
| Кубок світу 2015, 4-й етап                         | Фінляндія (FIN)         | Сату Мякеля-Нуммела             | Сату Мякеля-Нуммела         |
| Кубок світу 2015, 4-й етап                         | Росія (RUS)             | Тетяна Барсук                   | Тетяна Барсук               |
| Європейські ігри 2015                              | Сан-Марино (SMR)        | Аріанна Періллі                 | Аріанна Періллі             |
| Панамериканські ігри 2015                          | Канада (CAN)            | Аманда Чудоба                   | Синтія Меєр                 |
| Чемпіонат Європи 2015                              | Словаччина (SVK)        | Зузана Штефечекова              | Н/Д                         |
| Кубок світу 2015, 7-й етап                         | Японія (JPN)            | Юкіє Накаяма                    | Юкіє Накаяма                |
| Кубок світу 2015, 7-й етап                         | Китайський Тайбей (TPE) | Лінь Іцзюнь                     | Лінь Іцзюнь                 |
| Чемпіонат світу зі стрільби 2015                   | Росія (RUS)             | Олена Ткач                      | Олена Ткач                  |
| Чемпіонат світу зі стрільби 2015                   | Північна Корея (PRK)    | Пак Йон Хі                      | Пак Йон Хі                  |
| Чемпіонат Океанії 2015                             | Нова Зеландія (NZL)     | Наталі Руні                     | Наталі Руні                 |
| Чемпіонат Африки 2015                              | Намібія (NAM)           | Гебі Аренс                      | Гебі Аренс                  |
| Азійський олімпійський кваліфікаційний турнір 2016 | Китай (CHN)             | Лі Циннянь                      | Чень Фан                    |
| Обмін квот                                         | Казахстан (KAZ)         | Н/Д                             | Марія Дмитрієнко            |
| Запрошення тристоронньої комісії                   | Ліван (LIB)             | Н/Д                             | Рей Бассіл                  |
| Загалом                                            |                         |                                 | 21                          |

## скит (жінки)
| Етап                                               | Кількість квот        | Спортсменка, що кваліфікувалася | Спортсменка, що виступатиме |
| -------------------------------------------------- | --------------------- | ------------------------------- | --------------------------- |
| Країна-господарка                                  | Бразилія (BRA)        | Н/Д                             | Даніела Карраро             |
| Чемпіонат світу 2014                               | США (USA)             | Бренді Дрозд                    | Морган Крафт                |
| Чемпіонат світу 2014                               | Велика Британія (GBR) | Елена Аллен                     | Елена Аллен                 |
| Чемпіонат світу 2014                               | Словаччина (SVK)      | Данка Бартекова                 | Данка Бартекова             |
| Кубок світу 2015, 1-й етап                         | США (USA)             | Кімберлі Род                    | Кімберлі Род                |
| Кубок світу 2015, 1-й етап                         | Китай (CHN)           | Вей Мен                         | Вей Мен                     |
| Кубок світу 2015, 2-й етап                         | Італія (ITA)          | Діана Бакосі                    | Діана Бакосі                |
| Кубок світу 2015, 2-й етап                         | Італія (ITA)          | Кяра Кайнеро                    | Кяра Кайнеро                |
| Кубок світу 2015, 4-й етап                         | Китай (CHN)           | Юй Сюмінь                       | Вей Нін                     |
| Кубок світу 2015, 4-й етап                         | Таїланд (THA)         | Сутія Дживчалуміт               | Сутія Дживчалуміт           |
| Європейські ігри 2015                              | Велика Британія (GBR) | Ембер Гілл                      | Ембер Гілл                  |
| Панамериканські ігри 2015                          | Аргентина (ARG)       | Меліса Хіль                     | Меліса Хіль                 |
| Чемпіонат Європи 2015                              | Німеччина (GER)       | Крістін Венцель                 | Крістін Венцель             |
| Кубок світу 2015, 7-й етап                         | Польща (POL)          | Александра Ярмолінська          | Александра Ярмолінська      |
| Кубок світу 2015, 7-й етап                         | Чилі (CHI)            | Франциска Кроветто              | Франциска Кроветто          |
| Чемпіонат світу зі стрільби 2015                   | Кіпр (CYP)            | Андрі Елефтеріу                 | Андрі Елефтеріу             |
| Чемпіонат світу зі стрільби 2015                   | Чехія (CZE)           | Лібуше Ягодова                  | Лібуше Ягодова              |
| Чемпіонат Океанії 2015                             | Нова Зеландія (NZL)   | Хлоя Тіппл                      | Хлоя Тіппл                  |
| Азійський олімпійський кваліфікаційний турнір 2016 | Японія (JPN)          | Наоко Ісіхара                   | Наоко Ісіхара               |
| Обмін квот                                         | Австралія (AUS)       | Н/Д                             | Ешлін Джонс                 |
| Обмін квот                                         | Росія (RUS)           | Н/Д                             | Альбіна Шакірова            |
| Загалом                                            |                       |                                 | 21                          |